# Присяжнюк, Николай Владимирович
Николай Владимирович Присяжнюк (род. 13 января 1960, с. Ксаверов Малинского района Житомирской области УССР) — украинский технолог, государственный деятель, министр аграрной политики и продовольствия Украины (с 11 марта 2010 года по 27 февраля 2014 года).

## Биография

### Ранние годы
Родился 13 января 1960 года в селе Ксаверов (Малинский район, Житомирская область, УССР) в семье агронома и учительницы украинского языка. После окончания в 1977 году Скуратовской средней школы поступил в техническое училище в Киеве, закончив которое, работал на киевском заводе «Кристалл».
В 1979—1981 годах проходил срочную службу в Вооруженных силах СССР.
С 1981 года работал в Енакиево (Донецкая область) монтажником в тресте «Енакиевометалургбуд». Затем — на шахте «Ольховатская» (объединение «Орджоникидзеуголь»), где от горного рабочего дошёл до заместителя директора (1985).
В 1986—1988 годах работал главным технологом капитального строительства производственного объединения «Орджоникидзеуголь». В это время познакомился с Виктором Януковичем (тогда — директором автобазы ПО «Орджоникидзеуголь»).
Впоследствии стал активным участником кооперативного движения, создал и возглавлял ряд предприятий, занимал руководящие должности в крупных международных компаниях.
В 2000 году получил специальность «промышленное и гражданское строительство» в Донбасском горно-металлургическом институте.

### Госслужба
20 октября 2002 года принял присягу государственного служащего. В октябре того же года назначен 1-м заместителем председателя Житомирской облгосадминистрации.
В 2003 году закончил Национальную академию государственного управления при Президенте Украины, магистр государственного управления. С 23 ноября 2007 года имеет 1-й ранг госслужащего.

### Парламентская деятельность

#### V созыв
На парламентские выборы 2006 года пошёл вместе с Партией регионов (№ 99 избирательного списка). Был избран в Комитет Верховной Рады по вопросам экологической политики, природопользования и ликвидации последствий Чернобыльской катастрофы.

#### VI созыв
На досрочных выборах Верховной Рады-2007 — № 113 избирательного списка Партии регионов. Избран на должность председателя парламентского Комитета по вопросам аграрной политики и земельных отношений. Также входил в состав временной следственной комиссии по расследованию обстоятельств неэффективного управления госимуществом в АПК.
С ноября 2007 года по март 2010 года — глава Комитета Верховной Рады Украины по вопросам аграрной политики и земельных отношений. В парламенте отстаивал интересы национальных производителей с/х продукции и социально незащищенных слоев жителей Житомирщины.

### Деятельность на посту министра
11 марта 2010 года назначен на должность Министра аграрной политики Украины. 9 декабря 2010 года назначен на должность Министра аграрной политики и продовольствия Украины. 24 декабря 2012 года снова назначен на должность Министра аграрной политики и продовольствия Украины. 27 февраля 2014 года указом Верховной Рады Украины министр был отстранен от должности.
В программной статье «Аграрная стратегия Украины» выразил своё комплексное видение развития аграрного рынка и сельского хозяйства Украины, земельной реформы и поддержки украинского производителя. Наладил сотрудничество с Китаем в аграрной сфере, достиг договоренности с иностранными банками о кредитовании украинского производителя аграрной продукции.
По инициативе Николая Присяжнюка начато формирование кадастрового реестра виноградников. По данным Минагрополитики в 2010 году министерство компенсировало 100 % расходов на их создание.
Во время рабочего визита в Россию в феврале 2012 года договорился о значительном увеличении экспорта мяса производства украинских предприятий.
В начале 2012 года поручил безотлагательно разработать Концепцию развития сельских территорий.

## Уголовное преследование
5 апреля 2014 года Генеральная прокуратура Украины обратилась к суду с просьбой избрать меру пресечения бывшему министру аграрной политики и продовольствия Украины Николаю Присяжнюку в виде содержания под стражей. 7 апреля 2014 года бывший министр аграрной политики и продовольствия Украины Николай Присяжнюк объявлен в розыск. 15 апреля 2014 года информация о розыске Николая Присяжнюка обнародована на сайте Министерства внутренних дел Украины в разделе "лица, скрывающиеся от органов досудебного расследования". 16 мая 2014 года Генеральная прокуратура Украины сообщила о подозрении Николаю Присяжнюку в незаконной приватизации помещения по улице Крещатик в Киеве.

## Звания и награды
- 2009 — награждён орденом «За заслуги» III степени[7].
- 2011 — награждён орденом «За заслуги» II степени[8].
- 2014 — награждён орденом «За заслуги» I степени[9].

## Общественная деятельность
- 2005—2006 — председатель правления и совета Национальной ассоциации производителей мяса и мясопродуктов Украины.
- 1998—2002 — председатель правления международного благотворительного фонда «От всего сердца», провел более 60 благотворительных акций, оказав помощь более чем 6 тысячам граждан. Принимал участие в разработке социальных программ по поддержке интеллектуально одаренной молодежи, формированию экономического сознания, развитию подрастающего поколения[10].

## Личная жизнь
Жена — Татьяна Александровна (род. 1968). Сыновья: Роман (род. 1981), Николай (род. 2005). Дочери: Кристина (род. 1988), Алина (род. 1998).
Дружеские отношения связывают Присяжнюка с Юрием Иванющенко.